# Chinesischer Ochsenfrosch
Der Chinesische Ochsenfrosch (Hoplobatrachus chinensis, Synonym: Hoplobatrachus rugulosus) ist eine Art der Froschlurche aus der Familie der Dicroglossidae. Er kommt in Kambodscha, China, Hongkong, Laos, Macau, Malaysia, Myanmar, den Philippinen, Taiwan, Thailand und Vietnam vor. Sein natürlicher Lebensraum sind Süßwassersümpfe, Acker- und Weideland, ländliche Gärten, städtische Gebiete, Teiche, Aquakulturteiche, offene Baugruben, bewässertes Land, saisonal überschwemmtes Ackerland sowie Kanäle und Gräben. Er laicht im Frühjahr bis Frühsommer.
Die domestizierte thailändische Variante und die wildlebende chinesische Population von H. rugulosus gehören jeweils zu zwei unterschiedlichen Abstammungslinien. Yu et al. (2015) vermuten, dass es sich bei H. rugulosus in Wirklichkeit um eine Sammelart handeln könnte.

## Beschreibung
Der Chinesische Ochsenfrosch ist ein großer, robuster Frosch mit einer Kopf-Rumpf-Länge von 12 Zentimetern und mehr. Weibchen sind größer als Männchen. Er ernährt sich vor allem von Insekten.

## Trivialnamen
Im chinesischen Sprachraum – dem chinesischen Festland, Hongkong, Taiwan, Macau und chinesischen Gemeinden weltweit – wird der Chinesische Ochsenfrosch als tiánjī 田鸡 (»Feldhuhn«) oder hǔpíwā 虎皮哇 (»Tigerfellfrosch«) bezeichnet. Auf Filipino wird er palakang bukid (»Feldfrosch«) genannt.

## Nutzung
Die Frösche werden auf Straßen- und Fischmärkten sowie in Haustiergeschäften verkauft. Auf Märkten werden sie meist stückweise oder nach Gewicht verkauft. Mittelgroße Tiere werden als Haustiere verkauft; die kleinere Unterart wird auch als Lebendfutter für Arowanas (Osteoglossinae) angeboten. In China (Sichuan), Malaysia und Thailand werden sie weithin gezüchtet.
Der chinesische Ochsenfrosch ist zwar viel kleiner als sein westliches Gegenstück, wird in China jedoch zur Zubereitung von Froschschenkeln und in den Philippinen für Adobo-Gerichte verwendet.